# Tabanus golovi
Tabanus golovi är en tvåvingeart som beskrevs av Olsufjev 1936. Tabanus golovi ingår i släktet Tabanus och familjen bromsar. Inga underarter finns listade i Catalogue of Life.